# Sphindocis denticollis
Sphindocis denticollis es una especie de coleóptero de la familia Ciidae.

## Distribución geográfica
Habita en California (Estados Unidos).